# Výsledky letních olympijských her 1900
Výsledky letních olympijských her 1900 uvádějí přehledně jednotlivé disciplíny, v nichž se soutěžilo na Letních olympijských hrách konaných v Paříži od 14. května 1900 do 28. října 1900, a výsledky těchto disciplín.
V Paříži poprvé startovaly také ženy, soutěžily v kroketu, v jachtingu a v tenise.

## Atletika

### 60 m
- 1. Alvin Kraenzlein USA 7,0
- 2. John Tewksbury USA 7,1
- 3. Stanley Rowley Austrálie 7,2
- 4. Edmund Minahan USA 7,2
- 5. Norman Pritchard Indie 7,2
- 6. William Holland USA 7,2
- Karel Nedvěd Čechy vyřazen v rozběhu

### 100 m
- 1. Francis Jarvis USA 11,0
- 2. John Tewksbury USA 11,1
- 3. Stanley Rowley Austrálie 11,2
- Karel Nedvěd vyřazen v rozběhu

### 200 m
- 1. John Tewksbury USA 22,2
- 2. Norman Pritchard Indie 22,8
- 3. Stanley Rowley Austrálie 22,9

### 400 m
- 1. Maxwell Long USA 49,4
- 2. William Holland USA 49,6
- 3. Ernst Schultz Dánsko

### 800 m
- 1. Alfred Tysoe Velká Británie 2:01,2
- 2. John Cregan USA 2:03,0
- 3. David Hall USA
- 4. Henri Deloge Francie
- 5. Zoltán Speidl Maďarsko
- 6. John Bray USA

### 1500 m
- 1. Charles Bennett Velká Británie 4:06,2
- 2. Henri Deloge Francie 4:06,6
- 3. John Bray USA 4:07,2
- 4. Christian Christensen Dánsko
- 5. David Hall USA
- 6. Hermann Wraschtil Rakousko

### Maratón (40 260 m)
- 1. Michel Théato Francie 2:59:45,0
- 2. Emile Champion Francie 3:04:17,0
- 3. Ernst Fast Švédsko 3:37:14,0
- 4. E. Resse Francie
- 5. Arthur Newton USA
- 6. John Cregan USA

### 110 m překážek
- 1. Alvin Kraenzlein USA 15,4
- 2. John McLean USA 15,5
- 3. Fred Moloney USA 15,6
- 4. Jean Lécuyer Francie
- 5. Norman Pritchard Indie

### 200 m překážek
- 1. Alvin Kraenzlein USA 25,4
- 2. Norman Pritchard Indie 26,6
- 3. John Tewksbury USA
- 4. Eugene Choisel Francie

### 400 m překážek
- 1. John Tewksbury USA 57,6
- 2. Henri Tauzin Francie 58,3
- 3. George Orton Kanada
- 4. William Lewis USA
- Karel Nedvěd vyřazen v rozběhu

### 2500 m překážek
- 1. George Orton Kanada 7:34,4
- 2. Sidney Robinson Velká Británie 7:38,0
- 3. Jacques Chastanié Francie
- 4. Arthur Newton USA
- 5. Hermann Wraschtil Rakousko
- 6. Franz Duhne Německo

### 4000 překážek
- 1. John Rimmer Velká Británie 12:58,4
- 2. Charles Bennett Velká Británie 12:58,6
- 3. Sidney Robinson Velká Británie 12:58,8
- 4. Jacques Chastanié Francie
- 5. George Orton Kanada
- 6. Franz Duhne Německo

### 5000 m družstev
- 1. Velká Británie 26 bodů
- 2. Francie 29 bodů

### Skok do výšky
- 1. Irving Baxter USA 1,90
- 2. Patrick Joseph Leahy Velká Británie 1,78
- 3. Lajos Gönczy Maďarsko 1,75
- 4. Carl-Albert Andersen Norsko 1,70
- 5. Eric Lemming Švédsko 1,70
- 6. Waldemar Steffens Německo 1,70

### Skok o tyči
- 1. Irving Baxter USA 3,30
- 2. Meredith Bright Colkett USA 3,25
- 3. Carl-Albert Andersen Norsko 3,20
- 4. Eric Lemming Švédsko 3,10
- Karl Gustaf Staaf Švédsko 3,10
- Jakab Kauser Maďarsko 3,10

### Skok do dálky
- 1. Alvin Kraenzlein USA 7,185
- 2. Myer Prinstein USA 7,175
- 3. Patrick Joseph Leahy Velká Británie 6,950
- 4. William Procter Remington USA 6,825
- 5. A. Delannoy Francie 6,755
- 6. John McLean USA 6,435

### Trojsko
- 1. Myer Prinstein USA 14,47
- 2. James Brendan Connolly USA 13,97
- 3. Lewis Pendleton Sheldon USA 13,64
- 4. Patrick Joseph Leahy USA
- 5. Albert Delannoy Francie
- 6. Alexandre Tuffère Francie

### Skok do výšky z místa
- 1. Ray Clarence Ewry USA 1,655
- 2. Irving Baxter USA 1,525
- 3. Lewis Pendleton Sheldon USA 1,50

### Skok do dálky z místa
- 1. Ray Clarence Ewry USA 3,21
- 2. Irving Baxter USA 3,135
- 3. Emile Torcheboeuf Francie 3,03
- 4. Lewis Pendleton Sheldon USA 3,02

### Trojskok z místa
- 1. Ray Clarence Ewry USA 10,58
- 2. Irving Baxter USA 9,95
- 3. Robert Garrett USA 9,50
- 4. Lewis Pendleton Sheldon USA 3,02

### Vrh koulí
- 1. Richard Sheldon USA 14,10
- 2. Josiah McCracken USA 12,85
- 3. Robert Garrett USA 12,37
- 4. Reszö Crettier Maďarsko 12,05
- 5. Panagiotis Paraskevopoulos Řecko 11,29
- 6. Gustaf Söderström Švédsko 11,18

### Hod diskem
- 1. Rudolf Bauer Maďarsko 36,04
- 2. František Janda-Suk Čechy 35,25
- 3. Richard Sheldon USA 34,60
- 4. Panagiotis Paraskevopoulos Řecko 34,04
- 5. Reszö Crettier Maďarsko 33,65
- 6. Christian Christensen Dánsko 33,30

### Hod kladivem
- 1. John Flanagan USA 49,73
- 2. Truxton Hare USA 49,13
- 3. Josiah McCracken USA 42,46

### Přetah lanem
- 1. Švédsko-Dánsko kombinované družstvo
- 2. Francie
- 3. USA

## Cyklistika

### Sprint 2000 m
- 1. Georges Taillandier Francie 2:52,0
- 2. Fernand Sanz Francie
- 3. John Henry Lake
- František Hirsche Čechy vyřazen v rozjížďkách

## Fotbal
- 1. Velká Británie
- 2. Francie
- 3. Belgie

## Golf

### Muži
- 1. Charles Sands 167 b.
- 2. Walter Rutheford 168 b.
- 3. David Robertson 175 b.
- 4. F.W. Taylor 182 b.
- 5. H.E. Daunt 184 b.
- 6. G. Thorne 185 b.

### Ženy
- 1. Margaret Abbottová USA 47 b.
- 2. Pauline Whitierová Švýcarsko 49 b.
- 3. Huger Prattová USA 55 b.
- 4. Fromentová-Meuriceová Francie 56 b.
- 5. Ellen Ridgewayová USA 57 b.
- 6. Fournierová-Sarlovèzová Francie 58 b.

## Jachting

### Otevřená třída
- 1. Velká Británie – Scotia 5:56:00
- 2. Německo – Aschenbrödel 5:58:00
- 3. Francie – Turquoise 6:12:00
- 4. Francie – Mamie 6:13:00
- 5. Francie – Carabinier 6:20:00
- 6. Francie – Fantlet 7:04:00

### Třída 0,5 tuny
- 1. Francie – Baby 18 b.
- Francie – Qunad-même 18 b.
- 3. Francie – Sarcelle
- Francie – Fantlet

### Třída 1 tuna
- 1. Velká Británie – Scotia
- 2. Francie – Carabinier
- 3. Francie – Crabe II
- 4. Francie – Scamasaxe

### Třída 2 tuny
- 1. Francie – Lerina 19 b.
- 2. Německo – Aschenbrödel 10 b.
- 3. Francie – Marthe
- 4. Francie – Nina-Claire

### Třída 3 tuny
- 1. Velká Británie – Olle 20 b.
- 2. Francie – Favorite 18 b.
- 3. Francie – Mignon
- 4. Německo – Gwendoline

### Třída 10 tun
- 1. Velká Británie – Bona-Fide
- 2. Francie – Gitana
- 3. USA – Frimouse
- 4. Francie – Fémur
- 5. Holandsko – Mascotte

### Třída 12 tun
- 1. Francie – Estérel 29 b.
- 2. Francie – Quand-même 25 b.
- 3. Velká Británie – Laurea 23 b.
- 4. Francie – Rozen 20 b.

## Jezdectví

### Soutěž ve skoku
- 1. Aimé Haegeman Belgie 2:16,0
- 2. Georges van de Poële Belgie 2:17,6
- 3. Louis de Champsavin Francie 2:26,0

### Soutěž ve skoku vysokém
- 1. Dominique Maximien Gardères Francie 1,85
- Giovanni Giorgio Trissino Itálie 1,85
- 3. Georges van de Poële Francie 1,70
- 4. Giovanni Giorgio Trissino 1,70

### Soutěž ve skoku dalekém
- 1. Constant van Langhendonck Belgie 6,10
- 2. Giovanni Giorgio Trissino Itálie 5,70
- 3. de Bellegarde Francie 5,30
- 4. princ Napoléon Murat Francie

## Kriket
- 1. Velká Británie
- 2. Francie

## Kroket

### Hra s 1 koulí
- 1. Aumoitte Francie
- 2. Johin Francie
- 3. Waydelick Francie

### Hra s 2 koulemi
- 1. Waydelick Francie
- 2. Vignerot Francie
- 3. Sauterrau Francie

### Dvojice
- 1. Johin-Aumoittte Francie

## Lukostřelba

### Au cordon doré – 50 m
- 1. Henri Herouin Francie 31 b.
- 2. Hubert van Innis Belgie 29 b.
- 3. Emile Fisseux Francie 28 b.

### Au cordon doré – 33 m
- 1. Hubert van Innis Belgie
- 2. Victor Thibaud Francie
- 3. Charles Frédéric Petit Francie

### Au chapelet – 50 m
- 1. Eugène Mougin Francie
- 2. Henri Helle Francie
- 3. Emile Mercier Francie

### Au chapelet – 33 m
- 1. Hubert van Innis Belgie
- 2. Victor Thibaud Francie
- 3. Charles Frédéric Petit Francie

### Perche à la herse
- 1. Emmanuel Foulon Francie
- 2. Serrurier Francie
- 3. Emile Druart Belgie

### Perche à la pyramide
- 1. Emile Grumiaux Francie
- 2. Louis Glineux Belgie

### Game shooting
- 1. O. Mackintosh Austrálie
- 2. Santiago Pidal Španělsko
- 3. Murphy USA

## Plavání

### 200 m volný způsob
- 1. Frederick Lane Austrálie 2:25,2
- 2. Zoltán Halmay Maďarsko 2:31,4
- 3. Karl Ruberl Rakousko 2:32,0
- 4. Richard Crawshaw Velká Británie 2:45,6
- 5. Maurice Hochepie Francie 2:53,0
- 6. Stapleton Velká Británie 2:55,0

### 1000 m volný způsob
- 1. John Arthur Jarvis Velká Británie 13:40,2
- 2. Otto Wahle Rakousko 14:53,6
- 3. Zoltán Halmay Maďarsko 15:16,4
- 4. Max Hainle Německo 15:22,6
- 5. Louis Martin Francie 16:34,4
- 6. Jean Leuillieux Francie 16:53,2

### 4000 m volný způsob
- 1. John Arthur Jarvis Velká Británie 58:24,0
- 2. Zoltán Halmay Maďarsko 1:08:55,4
- 3. Louis Martin Francie 1:13:08,4
- 4. Thomas Burgess Francie 1:15:07,6
- 5. Eduard Meijer Holandsko 1:16:37,2
- 6. Fabio Mainoni Itálie 1:18:25,4

### 200 m znak
- 1. Ernst Hoppenberg Německo 2:47,0
- 2. Karl Ruberl Rakousko 2:56,0
- 3. Johannes Drost Holandsko 3:01,0
- 4. Johannes Dirk Bloemen Holandsko 3:02,2
- 5. Thomas Burgess Francie 3:12,0
- 6. de Romand Francie 3:38,0

### 200 m s překážkami
- 1. Frederick Lane Austrálie 2:38,4
- 2. Otto Wahle Rakousko 2:40,0
- 3. Peter Kemp Velká Británie 2:47,4
- 4. Karl Ruberl Rakousko 2:51,2
- 5. Stapleton Velká Británie 2:55,0
- 6. William Henry Velká Británie 2:58,0

### Plavání pod vodou
- 1. Charles de Vendeville Francie 1:08,4 – 60 m
- 2. André Six Francie 1:05,4 – 60 m
- 3. Peder Lykkeberg Dánsko 1:30,0 – 28,5 m
- 4. de Romand Francie 50,2 – 47,5 m
- 5. Tisserand Francie 48,0 – 30,75 m
- 6. Hans Aniol Německo 30,0 – 36,96 m

### 200 m družstev
- 1. Německo 32 b.
- 2. Francie 51 b.
- 3. Francie 61 b.
- 4. Francie 65 b.

## Pólo na koni
- 1. Velká Británie
- 2. Velká Británie
- 3. Francie
- 4. USA

## Ragby
- 1. Francie (Vladimir Aïtoff, A. Albert, Léon Binoche, Jean Collas, Jean-Guy Gauthier, Auguste Giroux, Charles Gondouin, Constantin Henriquez, Jean Hervé, Victor Larchandet, Hubert Lefèbvre, Joseph Olivier, Alexandre Pharamond, Frantz Reichel, André Rischmann, André Roosevelt, Emile Sarrade)
- 2. Německo (Albert Amrhein, Hugo Betting, Jacob Herrmann, Willy Hofmeister, Hermann Kreuzer, Arnold Landvoigt, Hans Latscha, Erich Ludwig, Richard Ludwig, Fritz Müller, Eduard Poppe, Heinrich Reitz, August Schmierer, Adolf Stockhausen, Georg Wenderoth)
- 3. Velká Británie (F. C. Bayliss, J. Henry Birtles, James Cantion, Arthur Darby, Clement Deykin, L. Hood, M. L. Logan, Herbert Loveitt, Herbert Nicol, V. Smith, M. W. Talbot, Joseph Wallis, Claude Whittindale, Raymond Whittindale, Francis Wilson)

## Sportovní gymnastika

### Víceboj jednotlivců
- 1. Gustave Sandras Francie 302 b.
- 2. Noël Bas Francie 295 b.
- 3. Lucien Démanet Francie 293 b.
- 4. Pierre Payssé Francie 290 b.
- Jules Rolland Francie 290 b.
- 6. Gustave Fabry Francie 283 b.
- 34. František Erben Čechy

## Sportovní střelba

### Armádní puška 300 m družstva
- 1. Švýcarsko 4399 b.
- 2. Norsko 4290 b.
- 3. Francie 4278 b.
- 4. Dánsko 4255 b.
- 5. Holandsko 4221 b.
- 6. Belgie 4166 b.

### Armádní puška 300 m – 3 polohy
- 1. Emil Kellenberger Švýcarsko 930 b.
- 2. Anders Peter Nielsen Dánsko 921 b.
- 3. Ole Østmo Norsko 917 b.
- Paul van Asbroeck Belgie 917 b.
- 5. Lars Jörgen Madsen Dánsko 905 b.
- 6. Charles Paumier du Verger Belgie 897 b.

### Armádní puška 300 m – vstoje
- 1. Lars Jörgen Madsen Dánsko 305 b.
- 2. Ole Østmo Norsko 299 b.
- 3. Charles Paumier du Verger Belgie 298 b.
- 4. Paul van Asbroeck Belgie 297 b.
- 5. Franz Böckli Švýcarsko 294 b.
- 6. Emil Kellenberger Švýcarsko 292 b.

### Armádní puška 300 m – vkleče
- 1. Conrad Stäheli Švýcarsko 324 b.
- 2. Emil Kellenberger Švýcarsko 314 b.
- Anders Peter Nielsen Dánsko 314 b.
- 4. Paul van Asbroeck Belgie 308 b.
- 5. Maximilaan Ravenswaay Holandsko 306 b.
- 6. Uilke Vuurman Holandsko 303 b.

### Armádní puška 300 m – vleže
- 1. Achille Paroche Francie 332 b.
- 2. Anders Peter Nielsen Dánsko 330 b.
- 3. Ole Østmo Norsko 329 b.
- 4. Léon Moreaux Francie 325 b.
- 5. Emil Kellenberger Švýcarsko 324 b.
- 6. Henrik Sillem Holandsko 317 b.

### Rychlopalný revolver
- 1. Maurice Larrouy Francie 58 b.
- 2. Léon Moreaux Francie 57 b.
- 3. Eugène Balme Francie 57 b.
- 4. Paul Moreau Francie 57 b.
- 5. Paul Probst Švýcarsko 57 b.
- 6. Joseph Labbé Francie 57 b.

### Libovolná pistole 50 m
- 1. Conrad Röderer Švýcarsko 503 b.
- 2. Achille Paroche Francie 466 b.
- 3. Conrad Stäheli Švýcarsko 453 b.
- 4. Louis-Marc Richardet Švýcarsko 448 b.
- 5. Louis Duffoy Francie 442 b.
- 6. van Haan Holandsko 437 b.

### Libovolná pistole 50 m – družstva
- 1. Švýcarsko 2271 b.
- 2. Francie 2203 b.
- 3. Holandsko 1876 b.
- 4. Belgie 1823 b.

### Střelba na pohyblivý terč
- 1. Louis Debray Francie 20 b.
- 2. P. Nivet Francie 20 b.
- 3. Comte de Lambert Francie 19 b.
- 4. Gabriel Veyre Francie 19 b.
- 5. de Schlumberger Francie 19 b.
- 6. Paul Desart Francie 19 b.

### Střelba na živé holuby
- 1. Léon de Lunden Belgie 21 b.
- 2. Maurice Faure Francie 20 b.
- 3. O. Mackintosh Austrálie 18 b.
- C. Robinson Velká Británie 18 b.

### Střelba na baterii
- 1. Roger de Barbarin Francie 17 b.
- 2. René Guyot Francie 17 b.
- 3. Justinien de Clary Francie 17 b.
- 4. Cesar Bettex Francie 16 b.
- 5. Hilaret Francie 15 b.
- 6. Edouard Geynet Francie 13 b.

## Šerm

### Fleret
- 1. Emile Coste Francie 6 vítězství
- 2. Henri Masson Francie 5 v.
- 3. Jacues Boulenger Francie 4 v.
- 4. Debax Francie 4 v.
- 5. Pierre D’Hugues Francie 3 v.
- 6. Dilon Cavanagh Francie 2 v.

### Kord
- 1. Ramón Fonst Kuba
- 2. Louis Perrée Francie
- 3. Léon Sée Francie
- 4. Georges de la Falaise Francie
- 5. Camet Francie
- 6. Edmond Wallace Francie

### Šavle
- 1. Georges de la Falaise Francie
- 2. Léon Thiébaut Francie
- 3. Siegfried Flesch Rakousko
- 4. Ámon Gregurich Maďarsko
- 5. Gyula Ivány Maďarsko
- 6. de Boissière Francie

### Fleret – mistři šermu
- 1. Lucien Mérignac Francie 6 v.
- 2. Alphonse Kirchhoffer Francie 6 v.
- 3. Jean-Baptiste Mimiague Francie 4 v.
- 4. Antonio Conte Itálie 4 v.
- 5. Jules Rossignol Francie 3 v.
- 6. Leopold Ramus Francie 2 v.

### Kord – mistři šermu
- 1. Albert Ayat Francie
- 2. Emile Bougnol Francie
- 3. Henri Laurent Francie
- 4. Hippolyte-Jacques Hyvernaud Francie
- 5. Damotte Francie
- 6. Brassart Francie

### Šavle – mistři šermu
- 1. Antonio Conte Itálie 7 v.
- 2. Italo Santelli Itálie 6 v.
- 3. Milan Neralič Rakousko 4 v.
- 4. François Delibes Francie 3 v.
- 5. Michaux Francie 3 v.
- 6. Xavier Anchetti Francie 2 v.

### Kord – mistři šermu a amatéři
- 1. Albert Ayat Francie
- 2. Ramón Fonst Kuba
- 3. Léon Sée Francie
- 4. Georges de la Falaise Francie
- 5. Louis Perrée Francie
- Henri Laurent Francie
- Emile Bougnol Francie
- Hippolyte-Jacques Hyvernaud Francie

## Tenis

### Dvouhra muži
- 1. Hugh Lawrence Doherty Velká Británie
- 2. Harold Mahoney Velká Británie
- 3. Reginald Frank Doherty Velká Británie
- Arthur Norris Velká Británie

### Čtyřhra muži
- 1. Reginald Frank Doherty – Hugh Lawrence Doherty Velká Británie
- 2. Spalding de Garmendia USA – Max Decugis Francie
- 3. Prévost – de la Chapelle Francie
- Harold Mahoney – Arthur Norris Velká Británie

### Dvouhra ženy
- 1. Charlotte Cooperová Velká Británie
- 2. Hélène Prévostová Francie
- 3. Hedviga Rosenbaumová Čechy
- Marion Jonesová USA

### Smíšená čtyřhra
- 1. Charlotte Cooperová – Reginald Frank Doherty Velká Británie
- 2. Helène Prévostová Francie – Harold Mahoney Velká Británie
- 3. Hedviga Rosenbaumová Čechy – Archibald Warden USA
- Marion Jonesová USA – Hugh Lawrence Doherty Velká Británie

## Veslování

### Skif
- 1. Henri Barrelet Francie 7:35,6
- 2. André Gaudin Francie 7:41,6
- 3. Saint-George Ashe Velká Británie 8:15,6
- 4. Robert Comte d’Heilly Francie 8:16,0

### Dvojka s kormidelníkem
- 1. Holandsko 7:34,2
- 2. Francie 7:34,4
- 3. Francie 7:57,2
- 4. Francie 8:01,0

### Čtyřka s kormidelníkem
- I. finále
- 1. Francie 7:11,0
- 2. Francie 7:18,0
- 3. Německo 7:18,2
- 4. Francie
- II. finále
- 1. Německo 5:59,0
- 2. Holandsko 6:33,0
- 3. Německo 6:35,0

### Čtyřka bez kormidelníka
- 1. Belgie 7:16,8
- 2. Francie 7:23,8
- 3. Francie 7:47,2

### Osmy
- 1. USA 6:09,8
- 2. Belgie 6:13,8
- 3. Holandsko 6:23,0
- 4. Německo 6:33,0

## Vodní pólo
- 1. Velká Británie
- 2. Belgie
- 3. Francie
- 4. Francie